# 山下ひかる
山下 ひかる（やました ひかる、1988年3月19日 - ）は、佐賀県出身の女性ソフトテニス選手。2014年アジア競技大会ソフトテニスシングルス・ダブルス・団体日本代表。佐賀県立嬉野高等学校、東京女子体育大学卒業。

## 来歴
嬉野中で主将として全国総体団体準優勝、嬉野高校では平成17年度全国高校総体個人ベスト8。
東京女子体育大学に進学するとインカレシングルスで3年連続優勝（4年時には単複で優勝）。学生時代からナショナルチームに選出され、山口県体育協会を経て2012年度からヨネックスに所属。
仁川第17回アジア競技大会団体で銀、ダブルスで銅メダルを、第15回世界ソフトテニス選手権で国別対抗とダブルスで共に銀メダルを獲得したのを始め、2013年全日本社会人選手権、2014年ひろしま国際ソフトテニス大会、全日本女子選抜ソフトテニス大会、2015年全日本ソフトテニス選手権大会などで優勝、全日本インドアソフトテニス選手権大会2連覇、国体2連覇などを果たした。
2016年現役を引退しヨネックスを退社。地元佐賀に戻り教員として指導を続けている。

## 四大国際大会戦績
- 2014アジア競技大会　国別対抗団体戦準優勝　ダブルス銅メダル（森田奈緒・山下ひかる）
- 2015世界選手権　国別対抗団体戦銀メダル　ダブルス銀メダル（森田奈緒・山下ひかる）

## 主な戦績
- 2015皇后賜杯全日本ソフトテニス選手権　優勝（森田奈緒・山下ひかる）
- 2013皇后賜杯全日本ソフトテニス選手権　準優勝（森田奈緒・山下ひかる）
- 2011皇后賜杯全日本ソフトテニス選手権　第三位（高橋由利香・山下ひかる）
- 2009皇后賜杯全日本ソフトテニス選手権　準優勝（山口真央・山下ひかる）

- 2016全日本インドアソフトテニス選手権大会　優勝（森田奈緒・山下ひかる）
- 2015全日本インドアソフトテニス選手権大会　優勝（森田奈緒・山下ひかる）

- 2011中山盃国際大会　ダブルス優勝（高橋・山下）　シングルス準優勝 混合団体戦優勝[7]